# اسکودو

نگاره‌ای از یک اسکناس اسکودوی آنگولا - ۱۹۲۱

اسکودو یکای پول کشور آفریقایی آنگولا مابین سال‌های ۱۹۱۴ و ۱۹۲۸ و سپس مجدداً مابین سال‌های ۱۹۵۸ و ۱۹۷۷ میلادی بود. اسکودو از نظر ارزش معادل اسکودوی پرتغال بود. هر اسکودوی آنگولا به ۱۰۰ «سنتاووس» تقسیم می‌شد. هر ۵ سنتاووس را نیز یک «ماکوتا» می‌گفتند.

## تاریخچه
کشور پرتغال اسکودو را در ۱۹۱۱ میلادی به عنوان یکای پول خود اعلام کرد. ۳ سال بعد، یعنی در ۱۹۱۴ میلادی اسکودو به عنوان یکای پول مستعمرات پرتغال نیز معرفی گردید. اسکودو جایگزین رئال شد. هر ۱۰۰۰ رئیس (جمع رئال) به عنوان ۱ اسکودو در نظر گرفته شد.
در ۱۹۲۸ میلادی آنگولار معرفی گردید. هر آنگولار معادل ۱٫۲۵ اسکودو بود. اما در مورد سکه‌ها تغییراتی اعمال نشد، یعنی همان سکه‌های سنتاووس سابق با همان ارزش سابق در سیستم پولی کشور حفظ شدند. ارزش آنگولار، همان‌طور که اسکودوی آنگولا تا سال‌های قبل از ۱۹۲۸ وابستگی مستقیم به اسکودوی پرتغال داشت، معادل با اسکودوی پرتغال بود. این اصلاح بانکی باعث کاهش در ارزش اسکناس‌های آنگولایی شد.
در ۱۹۵۳ پرتغال تصمیم گرفت تا یکای پول یکسانی در مستعمرات خود برقرار سازد. این یکای پول همان اسکودوی پرتغال بود. فرایند جایگزینی در آنگولا تا پایان سال ۱۹۵۸ میلادی به طول انجامید. در حقیقت آنگولا دوباره به سیستم پولی قبل از ۱۹۱۴ رجوع نمود.
در ۱۹۷۷ میلادی کوانزا به جای اسکودو معرفی شد.